# Иберлинген
Иберлинген, чаще Юберлинген (нем. Überlingen) — город на северном берегу Боденского озера в Германии, районный центр земли Баден-Вюртемберг.
Подчинён административному округу Тюбинген. Входит в состав района Бодензе. Население составляет 21 818 человек (на 31 декабря 2010 года). Подразделяется на 7 городских районов.

## История

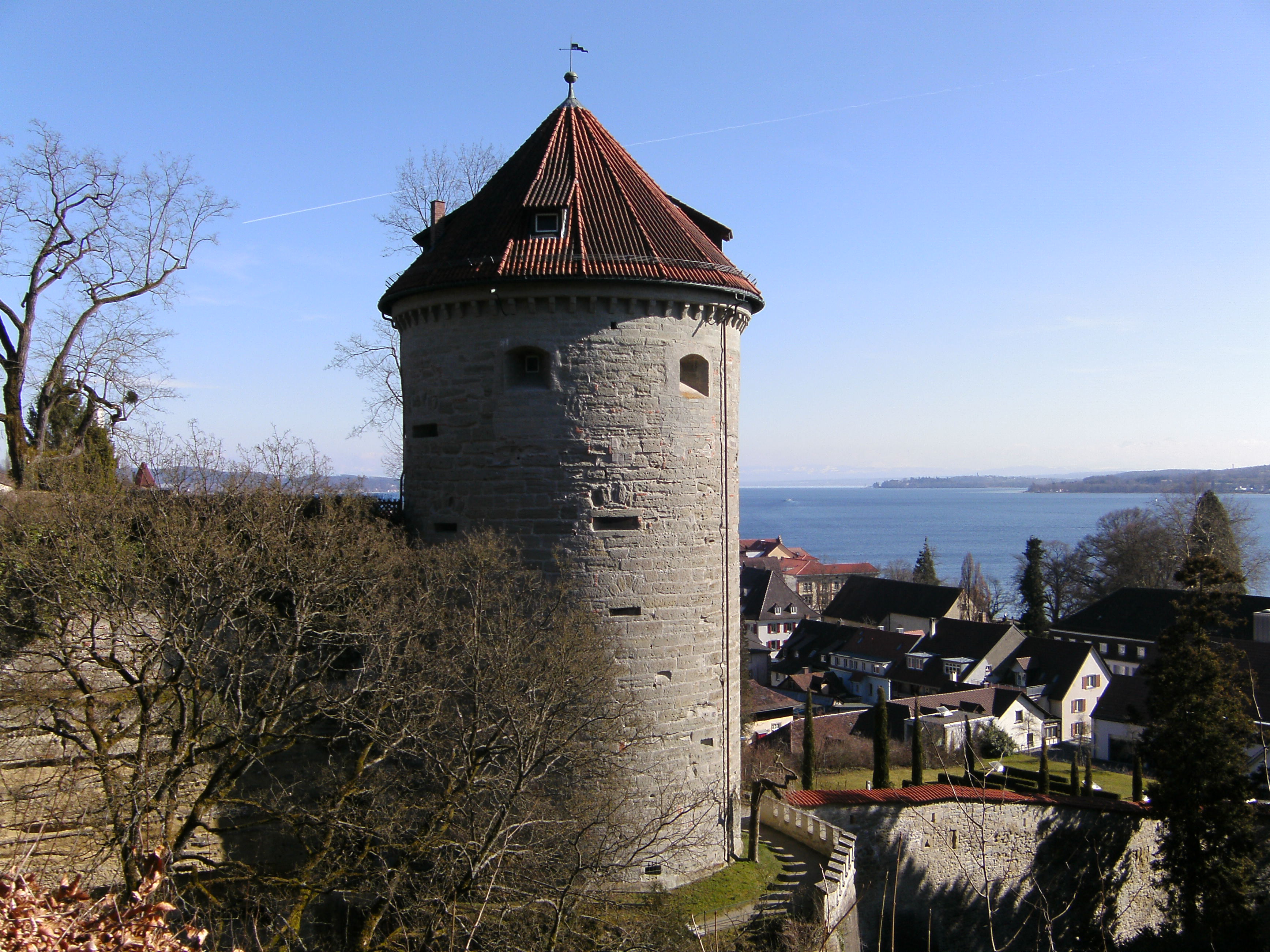
Остатки средневековых стен

Известен с 770 года. Магдебургское право получил на рубеже XII и XIII веков. Вырос и укрепился благодаря вниманию со стороны императоров династии Гогенштауфенов, а также развитию на берегах озера виноградарства. С 1268 по 1803 год имел статус вольного имперского города.
Период экономического расцвета продолжался до Тридцатилетней войны. В конце XV века строятся ратуша и церковь Св. Николая. Большим влиянием и богатством в Швабии пользовалось пригородное Залемское аббатство. Отсюда родом святой Генрих Сузо.
За время Тридцатилетней войны испытал три осады шведов (1632, 1634, 1643 годы), из которых успешной была только последняя. В память о «чудесном» избавлении от шведов в 1634 году каждый год проводится красочная процессия.
После присоединения к великому герцогству Баденскому (1803) город потерял былое значение и превратился в бальнеологический курорт. Среди первых завсегдатаев вод в Уберлингене были поэт Людвиг Уланд (в его честь названа тропа над озером), Генрих Чокке и Густав Шваб.
В июле 2002 года поблизости произошло столкновение самолётов над Боденским озером, унёсшее жизни 71 человека.

## Туризм
Уберлинген популярен у немцев и швейцарцев, которые ценят бальнеологический туризм. Город активно участвует в швабском карнавальном движении. Накануне великого поста в людных местах можно видеть пёструю карнавальную фигуру (Hänsele).

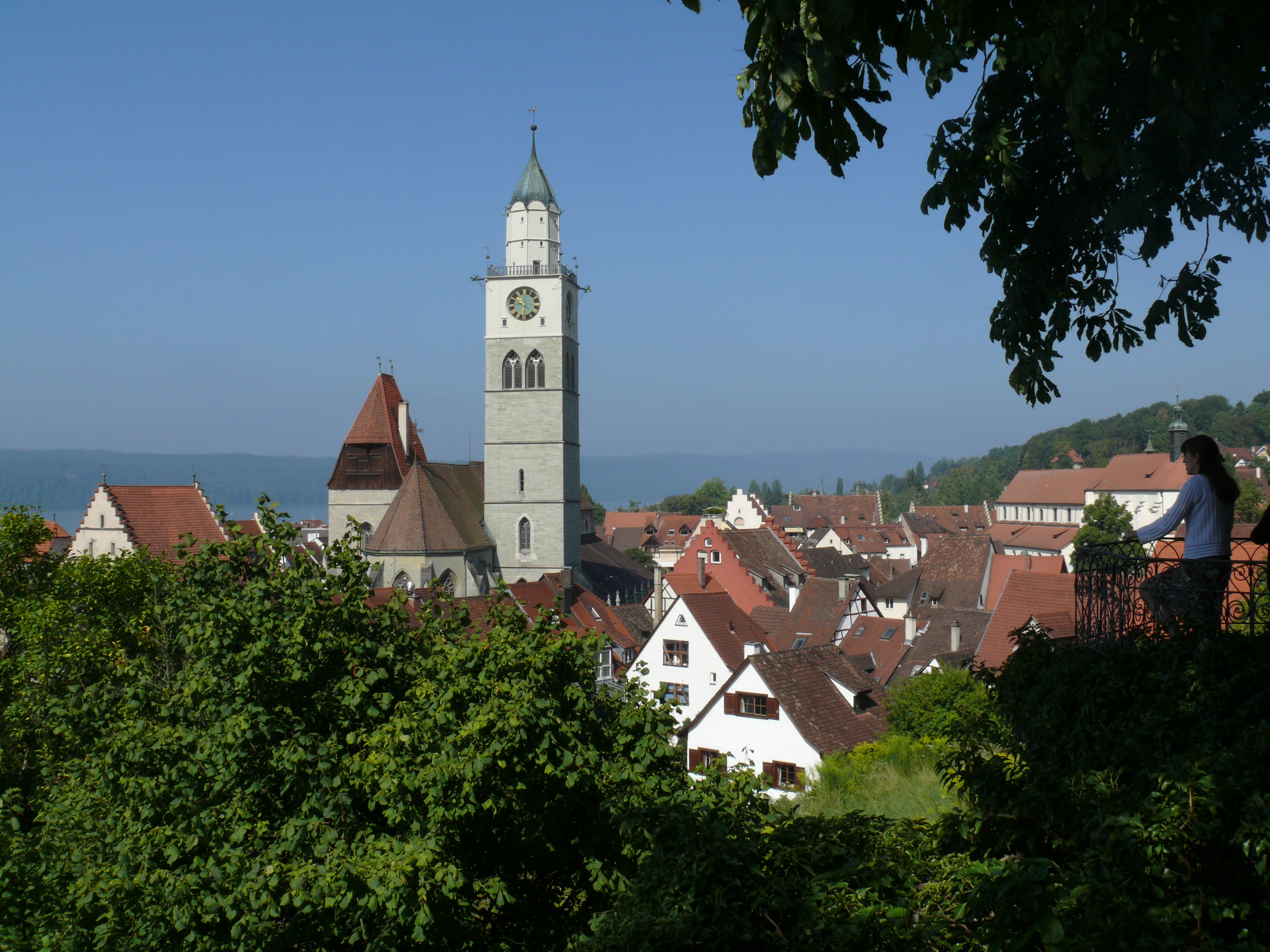
Церковь Св. Николая
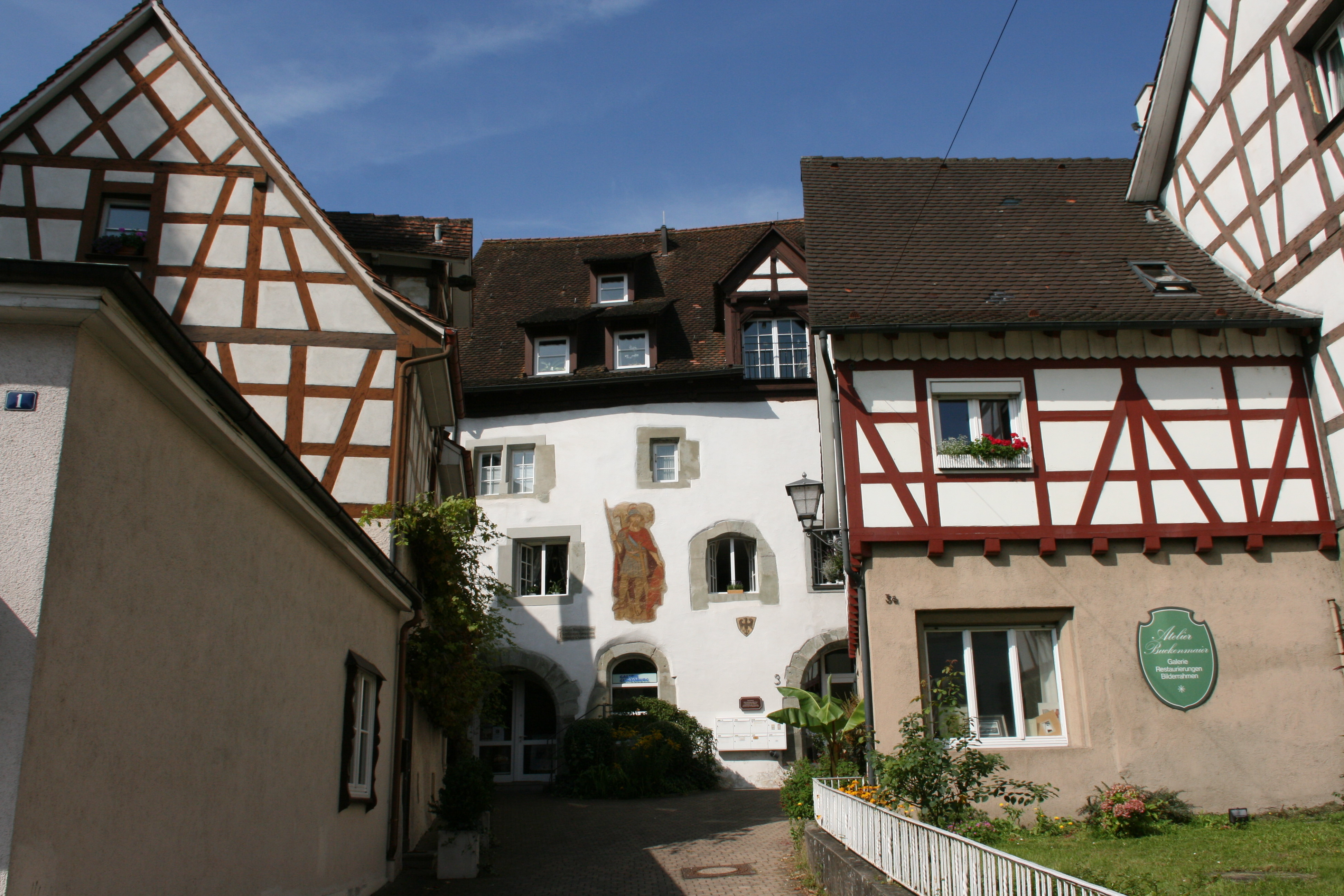
Особняк XIV века, где якобы жил в VII в. аллеманский правитель Гунзон
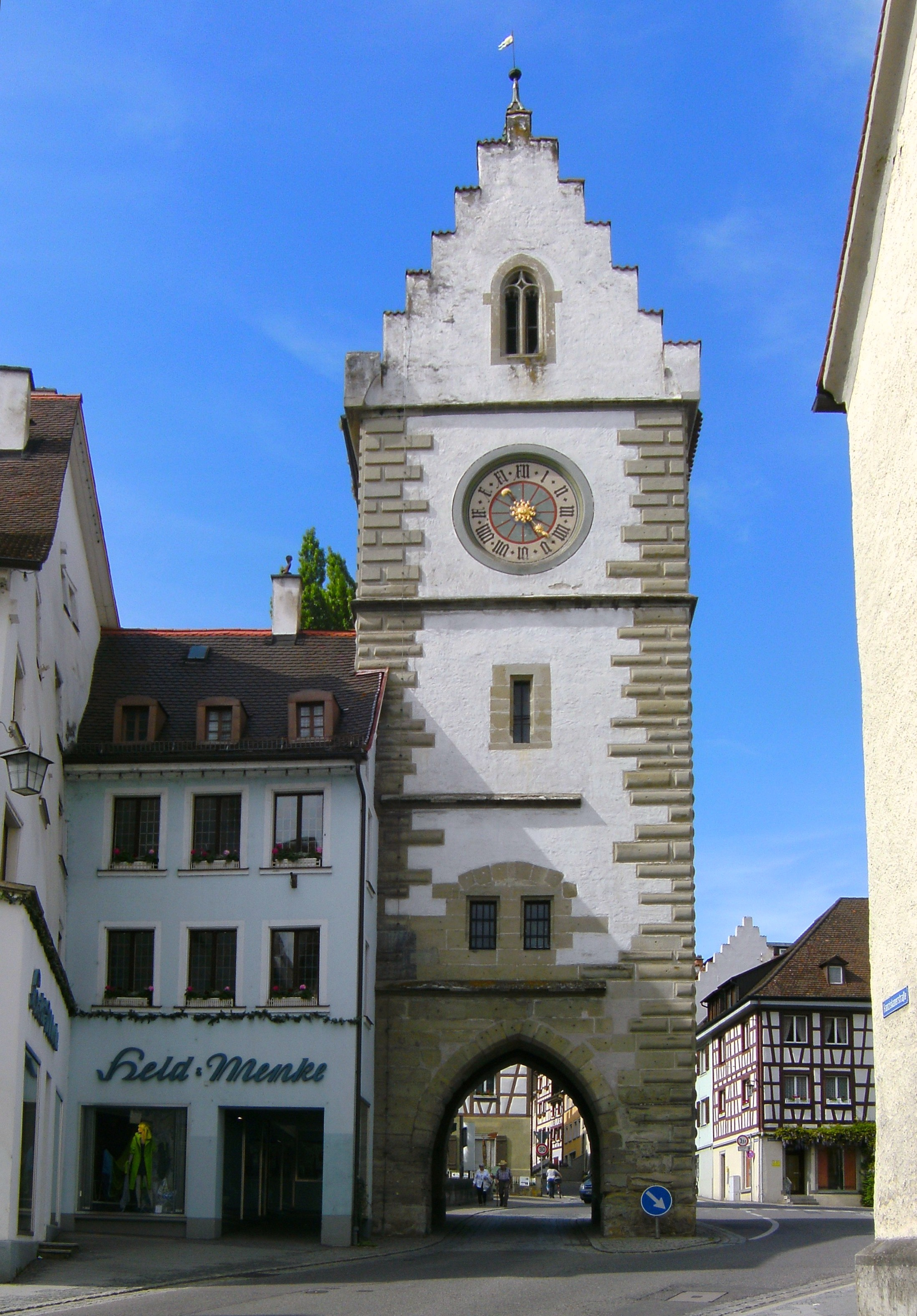
Ворота францисканцев (1494)
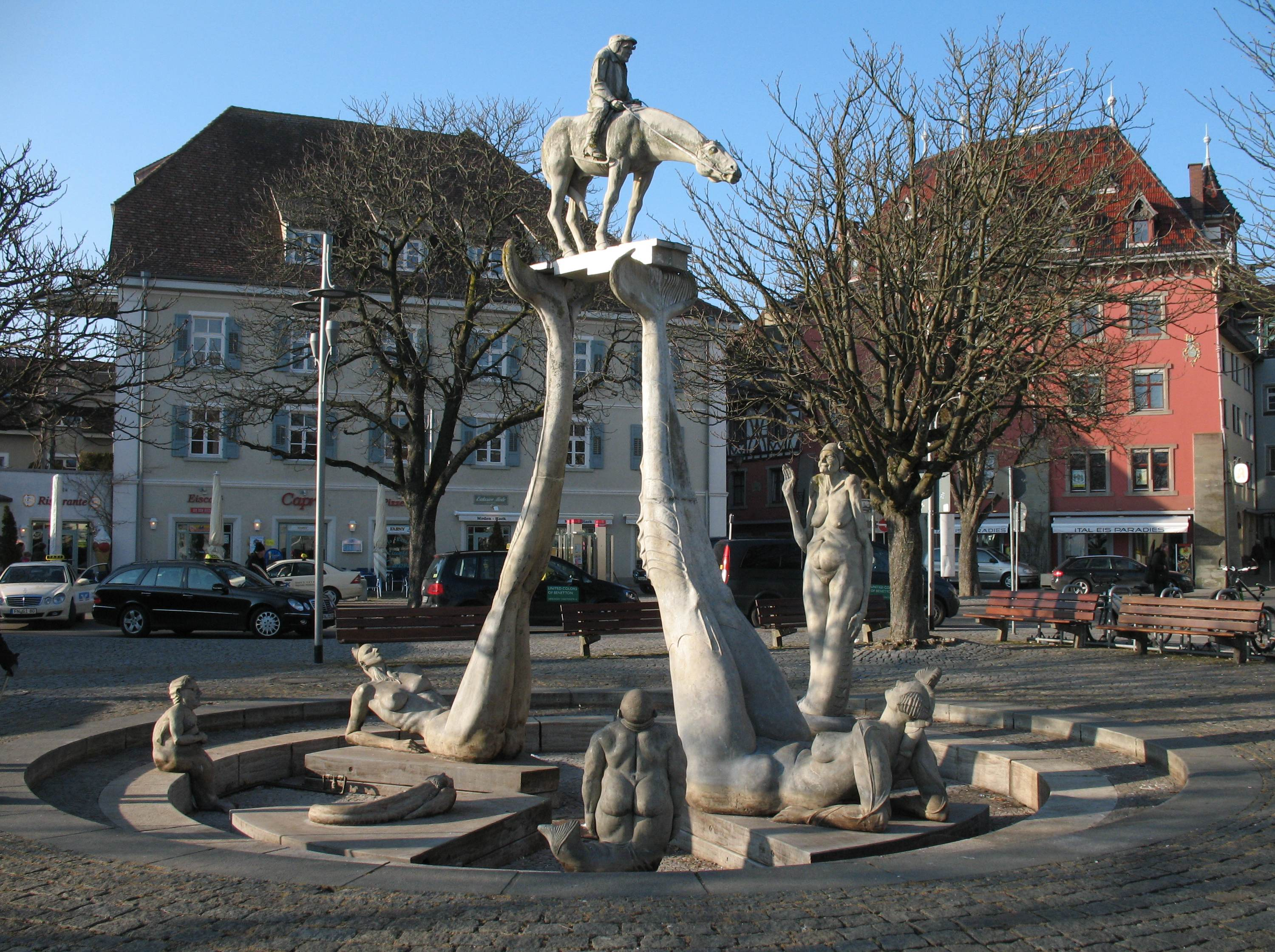
Памятник местному жителю Мартину Вальзеру работы Петера Ленка